# سبدنشین سینه‌لکه‌ای
سبدنشین سینه‌لکه‌ای (نام علمی: Cisticola brunnescens) نام یک گونه از سرده سبدنشین است.